# Вільям Баліквіша
Вільям Баліквіша (фр. William Balikwisha, нар. 12 травня 1999, Брюссель, Бельгія) — конголезький футболіст, півзахисник бельгійського клубу «Ауд-Геверле» і збірної ДР Конго.

## Клубна кар'єра
Вільям Баліквіша народився у Брюсселі у родині виходців з ДР Конго. З 2003 року Вільям почав займатися футболом в академії столичного «Андерлехта». Згодом він перейшов до футбольної школи «Стандарда» з міста Льєж. Саме в основі цього клуба Баліквіша і дебютував у дорослому футболі. Сталося це у серпні 2018 року у матчі проти «Локерена», коли Баліквіша вийшов на заміну на 80-й хвилині поєдинку.
Не маючи гарантованого місця в основі, Баліквіша наступні сезони проводив в оренді. Спочатку у клубі «Серкль Брюгге», а 2020 рік футболіст провів у нідерландській Еерстедивізі, захищаючи кольори клубу «Маастрихт».

## Кар'єра в збірній
У 2019 році Вільям Баліквіша провів два матчі у складі збірної ДР Конго (U-23).

## Особисте життя
Вільям має брата Мішеля-Анже, який також виступає у складі «Стандарда». В активі Мішеля-Анже кілька проведених матчів у складі юнацьких збірних Бельгії.